# Mount Alverstone
Der Mount Alverstone ist ein 4420 m hoher Berg in der Eliaskette an der Grenze von Alaska zum kanadischen Territorium Yukon. Er zählt zu den in den USA als Fourteener bezeichneten Bergen.
Der Mount Alverstone liegt 98 km nordöstlich von Yakutat. Ein 3840 m hoher Sattel trennt ihn vom 3,72 km südlich gelegenen höheren Mount Hubbard. Nach Osten führt ein Bergkamm zum 5,94 km entfernten Nebengipfel Mount Kennedy.
Die Nordostflanke des Mount Alverstone wird vom Dusty-Gletscher entwässert, die Westflanke über den Alverstone-Gletscher zum Hubbard-Gletscher. Unterhalb der Südostflanke befindet sich der Cathedral-Gletscher.
Benannt wurde der Berg 1908 nach Lord Richard Everard Webster Alverstone (1842–1915), der damals das Amt des Lord Chief Justices of England innehatte. Seine Stimme als Boundary Commissioner entschied 1903 den Alaska-Grenzkonflikt zu Ungunsten Kanadas.
Gipfel, die auf der Grenzlinie von Alaska zu British Columbia beziehungsweise zum Territorium Yukon liegen, sind als „Boundary Peaks“ (deutsch: Grenzgipfel) durchnummeriert. Der Mount Alverstone trägt die Nummer 180.

## Besteigungsgeschichte
Die Erstbesteigung fand am 27. Juli 1951 durch Walter Wood, Peter Wood, Robert Bates und Nicholas Clifford statt.